# Maria Möller (författare)
Rut Maria Möller, ogift Larsson, född 31 augusti 1961 i Södra Sunderbyn i Nederluleå församling i Norrbottens län, är en svensk författare och poet.
Maria Möller är sedan 1985 gift med Karl Erik Möller (född 1949).